# Lex Otto
Lex Otto ist eine umgangssprachliche Bezeichnung für den zwölften Paragraphen des Pressegesetzes des Königreichs Sachsen vom 14. März 1851, der Frauen in Sachsen die Herausgabe von Zeitungen verbot. Frauen durften nach dem Lex Otto auch nicht als Mitredakteurinnen genannt werden.
Benannt wurde das Gesetz nach der Redakteurin Louise Otto-Peters, die durch das eigens für ihren Fall eingeführte Gesetz an der Herausgabe ihrer Demokratie und Frauengleichberechtigung propagierenden Frauen-Zeitung gehindert werden sollte.  Durch das Gesetz erhielt Louise Otto-Peters, die einzige Redakteurin im Land, Berufsverbot. Die Frauen-Zeitung musste offiziell ihr Erscheinen in Sachsen einstellen. Otto wich mit der Redaktion nach Gera aus, bevor 1852 ein endgültiges Verbot durch ein ähnliches reußisches Gesetz erfolgte.